# Tongatapu
Tongatupu és l'illa principal de Tonga, on hi ha la capital Nuku‘alofa, i la residència del rei de Tonga, Siaosi Tupou V.
L'illa és quasi un atol amb uns penya-segats a la costa sud i una ampla llacuna davant la costa nord. L'orografia presenta un pendent suau des del nord, al nivell del mar, fins al sud més elevat.
És l'illa més gran de Tonga, amb un terç de la superfície total, i l'illa més poblada, amb dos terços de la població total, una de les illes amb més densitat de població del Pacífic sud.
El nom Tongatapu (tonga, sud; tapu, tabú o sagrat) significa "sagrada del sud", i és l'origen del nom del regne de Tonga.
El primer europeu que va arribar a Tongatapu va ser l'holandès Abel Tasman, el 1643, que la va anomenar illa Amsterdam. El 1802, el vaixell nord-americà Portland va ser el primer a ser capturat al Pacífic Sud. La tripulació va ser massacrada, excepte Elisabeth Morey que es va convertir en la primera dona nàufraga i va passar a ser la muller del cap. Dos anys més tard, quan estaven a punt d'assaltar el nord-americà Union, Morey els va avisar i va poder fugir amb ells. Després d'uns mesos a Sydney va tornar a Tonga.
A Tongatapu es troba una de les majors concentracions de restes arqueològiques del Pacífic. A Mu‘a, l'antiga capital, es troben piràmides funeràries de pedra del segle xvi. Les tradicions orals recorden les condicions d'esclavitud amb les que es van fer les construccions monumentals.
Un dels monuments més intrigants de la Polinèsia és el trílit de Ha‘amonga ‘a Maui. Construït al segle xiii, consta de dos pilars de 40 tones amb una llinda de 9 tones. S'ha especulat molt sobre la seva funció. L'únic que se sap és que està alineat amb la sortida i posta de sol al solstici d'hivern.

## Llocs d'interès

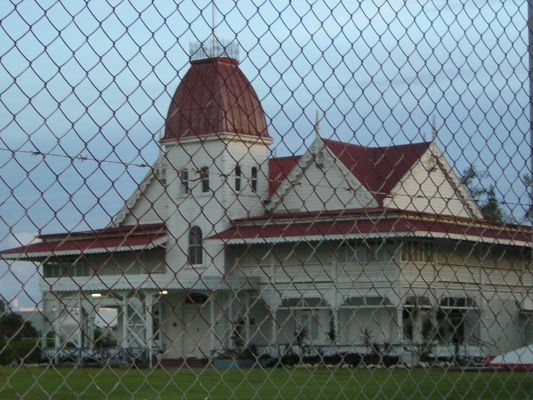
Palau reial

- Palau reial, la residència del rei de Tonga.
- Nuku‘alofa, la capital del regne de Tonga.
- Mu‘a, segona ciutat de Tongatapu i antiga capital.
- Langi, lloc d'enterrament dels antics reis.
- Mapu a Vaea, esculls de corall erosionats.
- Hufangalupe, pont natural.
- Pangaimotu, illa turística a prop de Nuku‘alofa.
- Lloc de desembarcament del Capità Cook.
- Ha‘amonga ‘a Maui, trílit monumental.

## Divisió de Tongatapu
La divisió administrativa de Tongatapu consta, a més de l'illa principal de Tongatapu, de diverses illes menors properes habitades. Es subdivideix en set districtes i totes les illes depenen d'algun districte de Tongatapu. El grup de Tongatapu inclou les divisions de Tongatapu i ‘Eua i, administrativament, el grup Niuas.
| Illa           | Població (1996) | Àrea (km²) | Densitat |
| -------------- | --------------- | ---------- | -------- |
| ‘Ataa          | 2               | 0,22       |          |
| ‘Atataa        | 234             | 0,52       | 450,0    |
| ‘Eueiki        | 56              | 1,06       | 52,8     |
| Fafaa          | 10              | 0,09       | 111,1    |
| Nukunukumotu   | 24              | 1,32       | 18,2     |
| ‘Oneata        | 3               | 0,06       |          |
| ‘Onevai        | 8               | 0,03       |          |
| Pangaimotu     | 29              | 0,13       | 223,1    |
| Velitoa Hahake | 10              | 0,01       |          |
| Velitoa Hihifo | 17              | 0,01       |          |
| Tongatapu      | 66.586          | 257,03     | 259,1    |
| TOTAL          | 66.979          | 260,48     | 257,1    |